# 興禅寺 (鳥取市)
興禅寺（こうぜんじ）は鳥取県鳥取市に所在する黄檗宗の寺院。山号は龍峯山。鳥取藩主池田家の菩提寺である。

## 歴史
寛永9年（1632年）、池田光仲が岡山藩より鳥取藩に転封となった際、伯父で初代岡山藩主にあたる池田忠継の菩提寺を家臣団が鳥取に移したことに始まる。この際には臨済宗妙心寺派の寺院で忠継の院号である龍峯院殿より広徳山龍峯寺と名乗っていた。
その後、住職は黄檗宗への転向を願い光仲はそれを認めた。しかし、妙心寺はこれを不服とし転向を認めず、両者間で争議が起こった。結局、光仲が没した後に寺号を返納する事で和解が成立した。元禄6年（1693年）に光仲が没し、翌年の元禄7年（1694年）寺号が妙心寺に返納された。こうして黄檗宗に改宗され、光仲の院号である興禅院殿より寺号が龍峯山興禅寺と改められた。その後、藩により興禅寺の隣地に再び龍峯寺が建立され、忠継の他、輝政・忠雄の位牌が移された。池田家の菩提寺ではあるが墓所はここにはなく、鳥取市国府町奥谷に墓所が造営された。
江戸時代は鳥取藩主池田家庇護のもと、仙台藩伊達家の大年寺、長州藩毛利家の東光寺と並んで黄檗宗の三大叢林として栄えた。しかし、明治時代になり廃藩置県以後は藩の支援が途絶え、経済的危機に見舞われた。このため、本堂の売却を希望し、火災で本堂を焼亡した兵庫県美方郡新温泉町浜坂の龍雲寺に明治21年（1888年）に移築された。現在の本堂は、鳥取藩主の御霊屋であった唯一現存する江戸期の建物である。

## 庭園

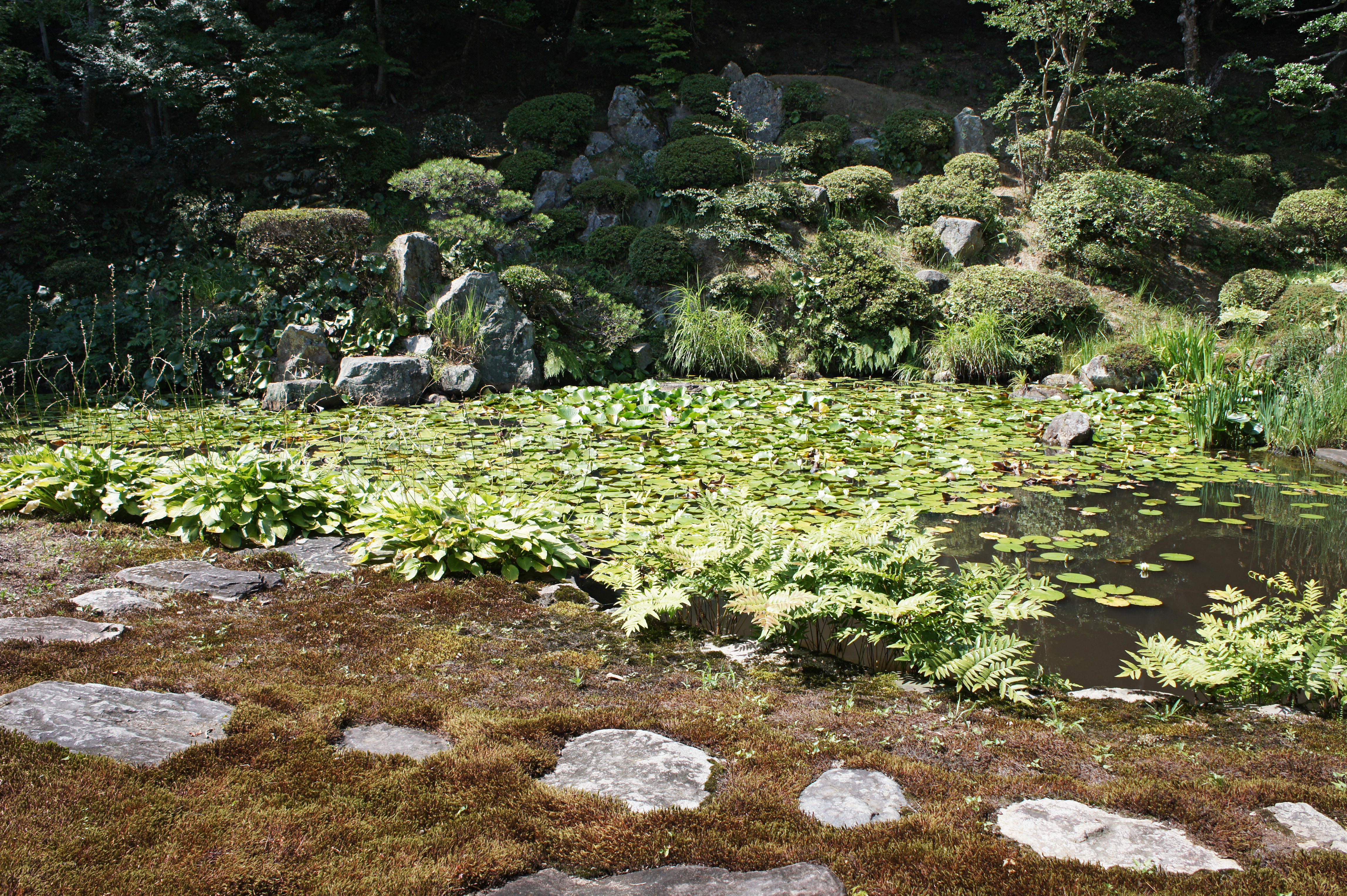
書院庭園

久松山系の丘陵を生かして築山とし、麓に池、その対岸に書院を配する書院造の蓬莱山水・池泉鑑賞式庭園で、作庭時期は江戸時代初期と推定されている。『日本庭園史大系』において重森三玲・重森完途が「絵画的表現美を誇る意匠」、「山陰を代表する名庭の一つ」と絶賛している。

## 文化財

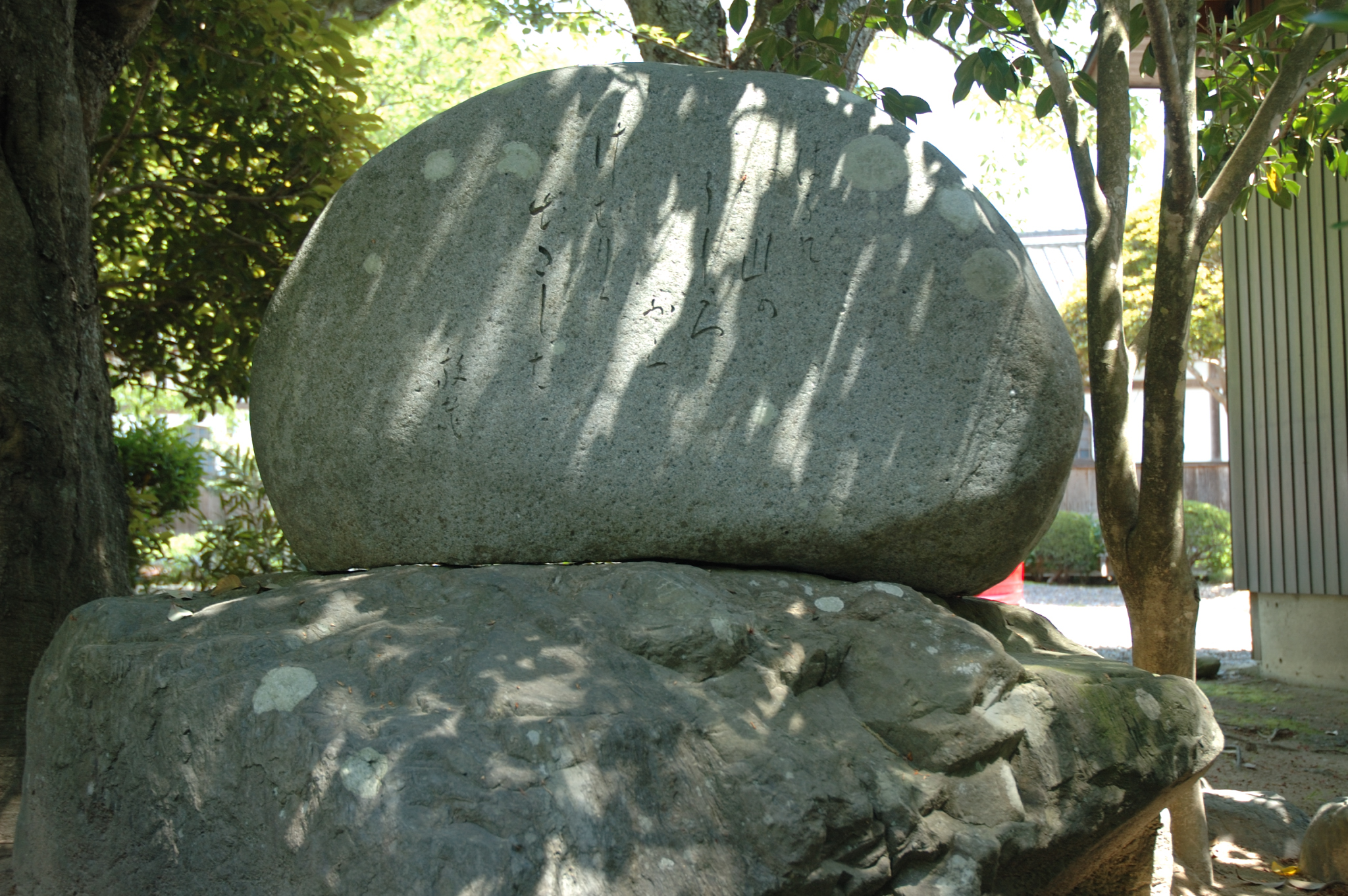
尾崎放哉の句碑

- 寺の周辺は「キマダラルリツバメチョウ生息地」として国の天然記念物に指定されている。

興禅寺本堂
鳥取池田家菩提寺の御霊屋（位牌堂）として文化11年（1814年）に建築された。2013年（平成25年）12月24日、国の登録有形文化財に登録。
キリシタン灯籠
書院庭園の西の隅にあり、十字架の彫刻が見られることからキリシタン灯籠の名が付いた。鳥取県保護文化財。
書院庭園
書院に造られた蓬莱式池泉観賞庭園。鳥取県指定名勝。
尾崎放哉句碑
鳥取市出身の大正時代の自由律俳人・尾崎放哉の句碑が入口脇にある。また、本堂東南の尾崎家実家の墓に小豆島より放哉の遺骨が分骨されている。
墓所
鳥取藩家老墓所：鳥取藩の家老であった、米子荒尾家・津田家・乾家の墓所がある。
その他墓所：荒木又右衛門と共に伊賀越えの仇討ちを行った渡辺数馬、新陰疋田流・刀槍二術の開祖・猪多伊折佐、剣豪・臼井本覚の墓が境内脇にある。

## アクセス
- JR鳥取駅より市内循環バス「ループ麒麟獅子」、日ノ丸バス・日交バス白兎行もしくは岩井方面行きにて約5 - 6分・県庁日赤前バス停下車、徒歩10分。

## 周辺
- 樗谿神社
- 樗谿公園
- 鳥取市歴史博物館やまびこ館
- 廣徳寺
- 観音院
- 鳥取城